# VVS (映像作品)
『VVS（バイブス）』は、SixTONESのライブ・ビデオ。2024年10月16日にSony Music Labelsから発売。

## 概要
4thアルバム『THE VIBES』を携え、2024年2月17日から4月22日にかけて行われ、のべ51.5万人を動員した、SixTONES初の4大ドームツアー『VVS』から、4月22日に東京ドームで行われたツアーファイナルの映像を収録。
特別映像として、初回盤には、ビジュアルコメンタリー・メンバー目線カメラ・各公演MCダイジェスト・5月12日に開催された「ごぶごぶフェスティバル2024」のライブ映像、通常盤には、『VVS』の日替わり曲である東京ドーム公演の「Imitation Rain」「僕が僕じゃないみたいだ」を収録。

## 収録内容

### 初回盤・通常盤収録

#### [DVD] DISC1,2 / [Blu-ray] DISC1
- VVS 2024.04.22 TOKYO DOME

1. アンセム
2. Rollin'
3. Outrageous
4. ABARERO -Dark Electro Rock Remix-
5. Hysteria -Rock Rearrange-
6. 君がいない
7. Alright
8. House of Cards
9. 希望の唄 (Taiga Kyomoto×Shintaro Morimoto)
10. “Laugh” In the LIFE
11. フィギュア
12. PARTY PEOPLE
13. S.I.X
14. DRAMA
15. JAPONICA STYLE
16. Call me
17. マスカラ
18. スーパーボーイ (Hokuto Matsumura×Juri Tanaka)
19. Need you
20. TOP SECRET
21. WHY NOT
22. Blue Days (Jesse×Yugo Kochi)
23. DON-DON-DON
24. RAM-PAM-PAM
25. Bang Bang Bangin’
26. Something from Nothing
27. Telephone 1ST ver.
28. BE CRAZY -Rock Rearrange-
29. Seize The Day
30. こっから

[ENCORE]
1. Good Luck!
2. この星のHIKARI
3. WHIP THAT
4. 音色

### 形態別収録

#### 初回盤 [DVD] DISC3,4 / [Blu-ray] DISC2
1. メンバーによる「VVS」ビジュアルコメンタリー
2. メンバーによる「VVS」目線カメラ
3. SixTONES MC digeST from VVS
4. 「ごぶごぶフェスティバル2024」2024.05.12[注 1]

#### 通常盤 [DVD] DISC3 / [Blu-ray] DISC2
1. Imitation Rain (from VVS 2024.04.20 TOKYO DOME)
2. 僕が僕じゃないみたいだ (from VVS 2024.04.21 TOKYO DOME)
3. DOCUMENT “VVS”

## チャート成績
初週24.1万枚を売り上げ、オリコン週間DVD、オリコン週間Blu-ray Disc、オリコン週間ミュージックDVD・BDランキングの3部門同時1位を記録し、前作『慣声の法則 in DOME』に続き、5作連続・通算5作目の3部門同時1位を獲得。また、1st音楽映像作品から5作連続で3部門同時1位獲得の達成は史上3組目、1st音楽映像作品から初週売上20万枚超えの達成は史上2組目となった。